# 上檜木內站
上檜木內站（日语：／ Kami-Hinokinai eki */?）是位於秋田縣仙北市西木町上檜木內字寺村，屬於秋田內陸縱貫鐵道的秋田內陸線車站。

## 歷史
- 1989年（平成元年）4月1日 - 秋田內陸縱貫鐵道車站啟用，當時車站位於仙北郡西木村（日语：西木村）。

## 車站構造
此站是地面車站，設有1面2線的島式月台。此站是無人車站。月台只可容納約1卡車廂。月台上設有候車室，月台與車站出入口設有站內平交道。

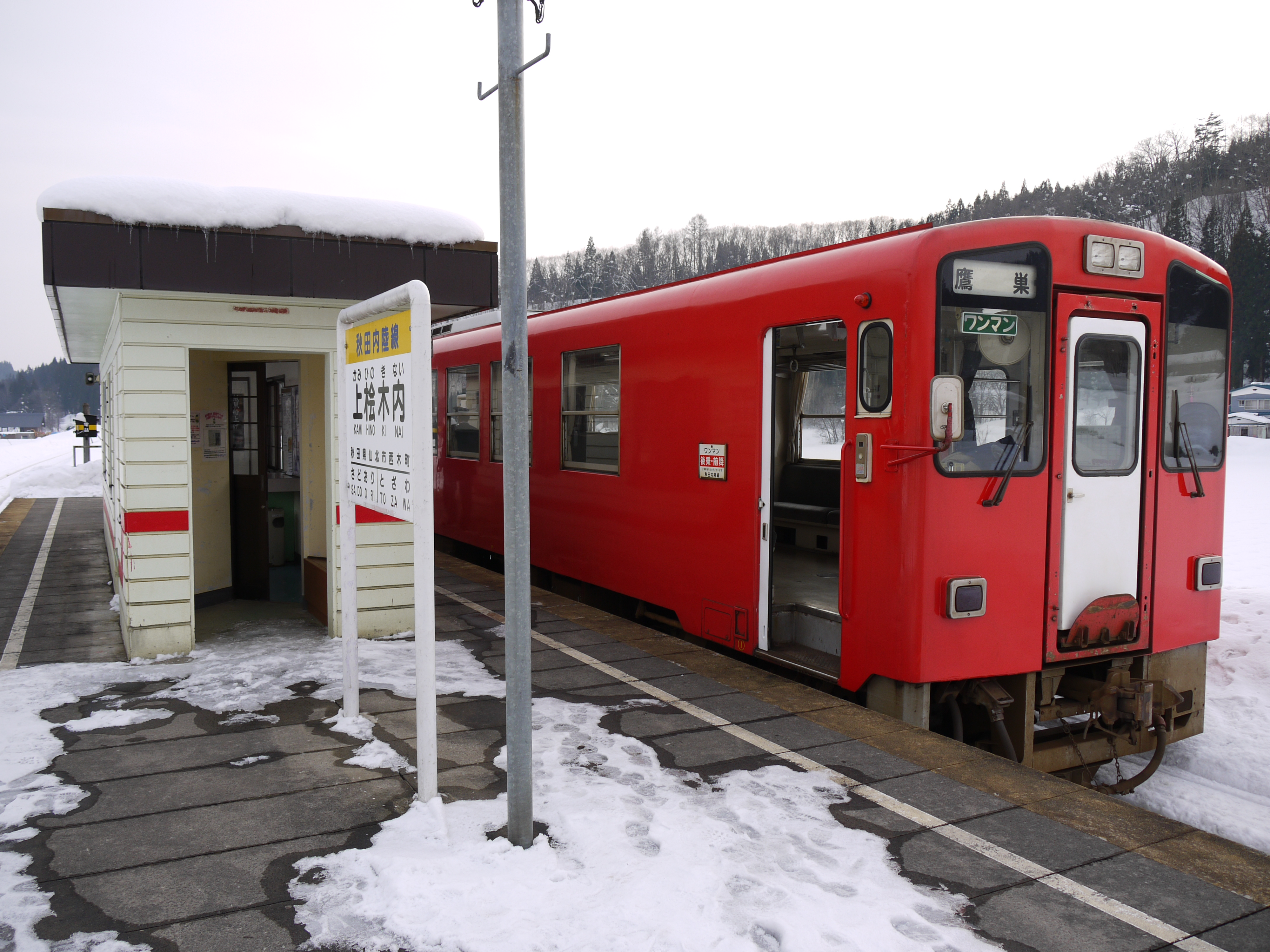
月台（2011年2月6日）
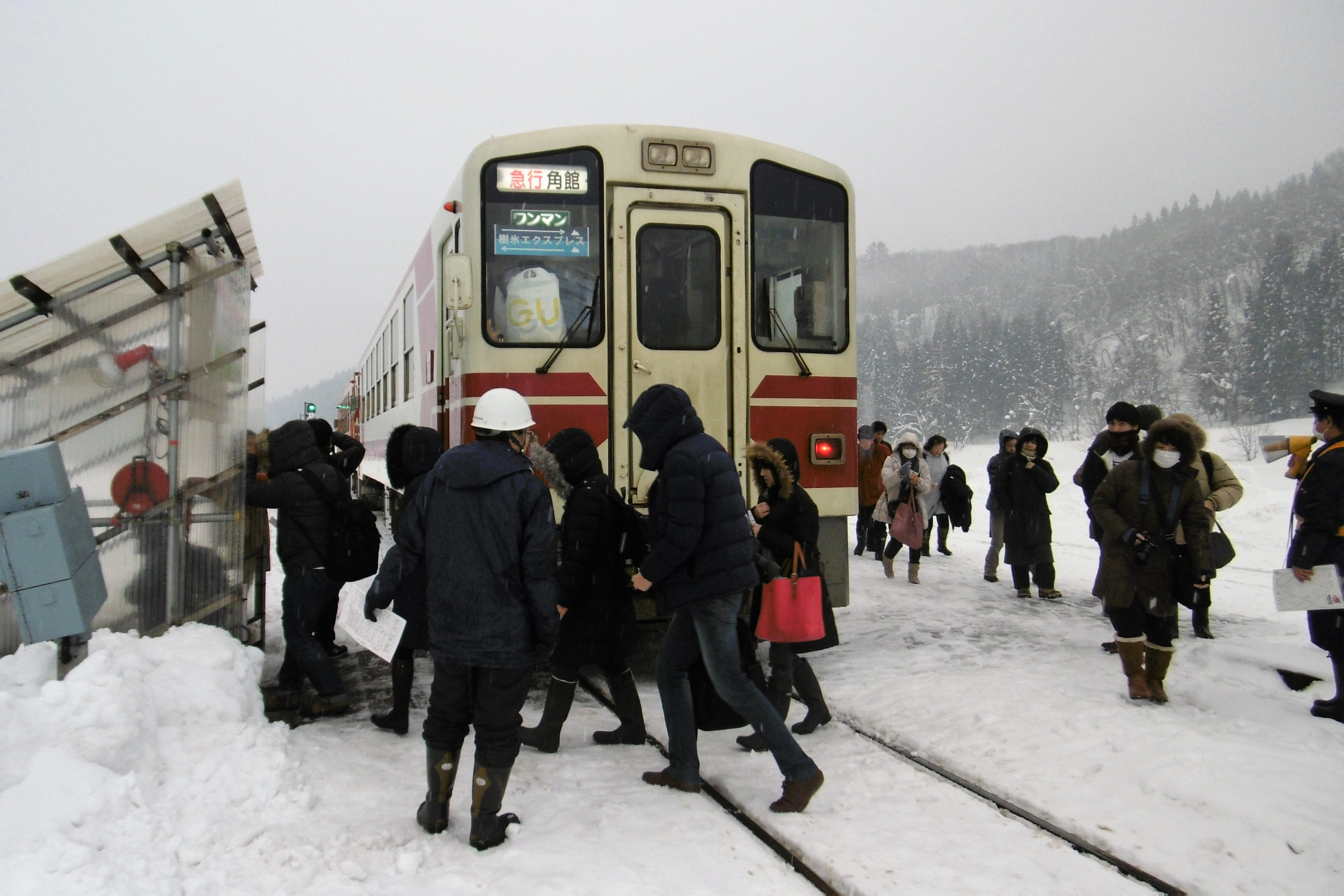
月台（2018年2月）

## 使用狀況
| 1日上落車人次 | 1日上落車人次 |
| 年度          | 1日平均人次   |
| ------------- | ------------- |
| 2016年        | 12            |
| 2017年        | 10            |

## 車站周邊

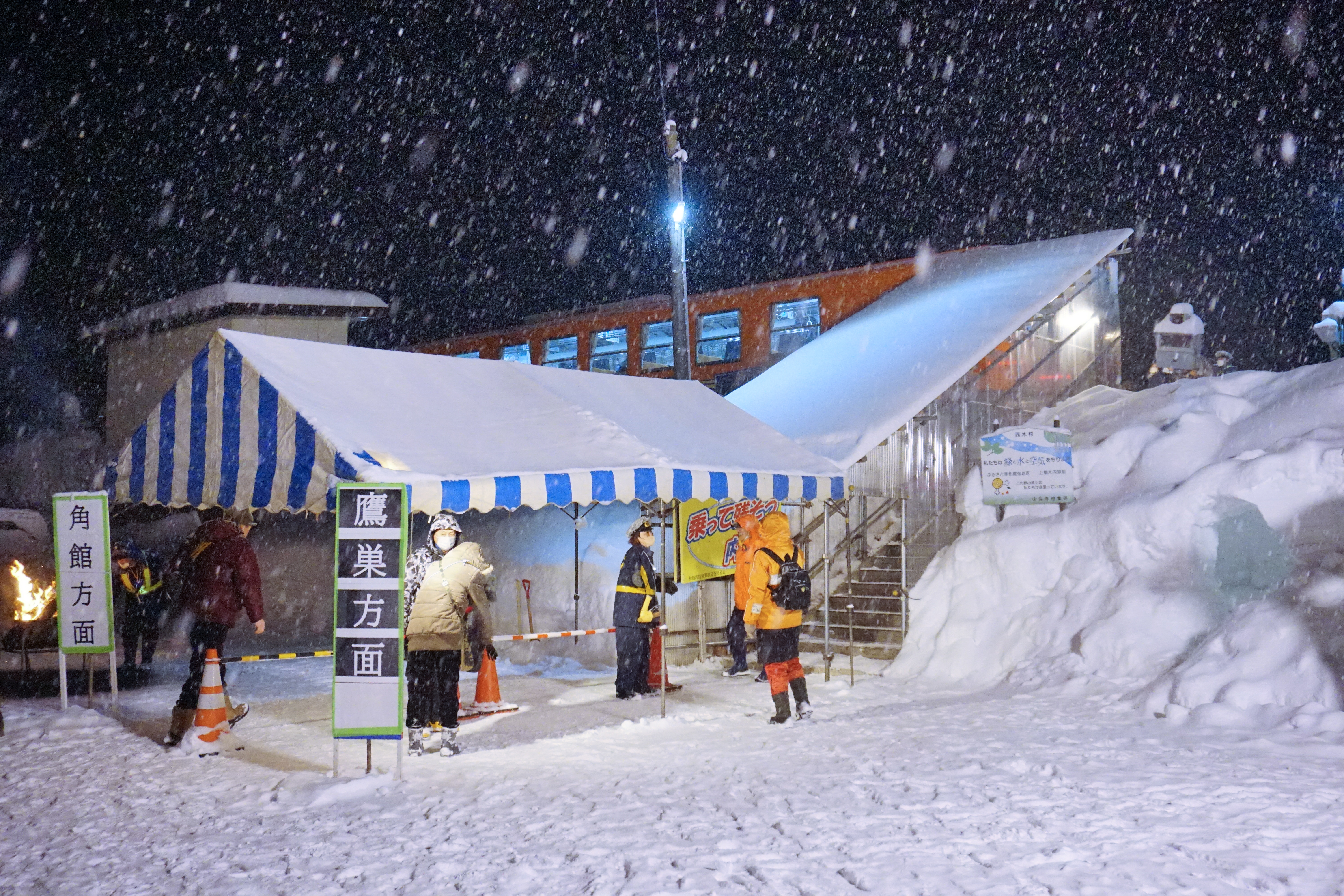
紙氣球上當日的站前
（2023年2月）

- 仙北市立上檜木內小學
- 仙北市政廳上檜木內出張所
- 上檜木內郵局
- 檜木內川（日语：桧木内川）
- 國道105號（日语：国道105号）
- 秋田縣道321號上檜木內玉川線（日语：秋田県道321号上桧木内玉川線）

## 其他
- 此站是無人車站，但是在上檜木內地區內的「本庄商店」可購買企劃車票。

## 相鄰車站
秋田內陸縱貫鐵道
■秋田內陸線
- 急行「森吉」停車站

□快速
阿仁又鬼－上檜木內－松葉
□快速（部分下行列車停站）、■普通
戶澤－上檜木內－左通

## 注腳
1. ↑  国土数値情報(駅別乗降客数データ) （日語） - 統計情報研究，2020年8月30日參閲

## 外部連結
- 路線圖（各站資訊） （页面存档备份，存于）（日語） - 秋田內陸縱貫鐵道